# 日本赤軍事件
日本赤軍事件（にほんせきぐんじけん）は、1970年代から1980年代にかけて日本の新左翼系の武装組織である日本赤軍が世界各地で起こしたゲリラ事件、テロ事件。

## 概要
1970年以降、日本の新左翼系の武装組織である日本赤軍は、中東などを拠点として空港での乱射事件や、複数の航空機ハイジャック事件を起こした。だが、逃亡している国際手配犯がおり、裁判では被告人が事件を否認して全容を語らないこともあり、事件の全体がつかみきれていない事件もある。一連の事件の裁判では、無期懲役が3人、長期の懲役刑2人が出ている。

## 主な事件

### テルアビブ空港乱射事件
1972年5月30日、奥平剛士、安田安之、岡本公三らがイスラエルのテルアビブのロッド国際空港（現在のベン・グリオン国際空港）の旅客ターミナルをチェコ製の自動小銃Vz 58と手榴弾で攻撃。ターミナルに居合わせた民間人ら100人以上を殺傷（死者24人）し、民間人を狙った無慈悲な無差別テロ事件として国際的な非難を呼んだ。当時はパレスチナ人によるテロ行為への警戒が厳しく、そのためPFLPは日本人による攻撃なら警戒されないだろうと考えて日本赤軍に攻撃を依頼したとされる。岡本公三が逮捕され、残りの2人は死亡した（自殺説と射殺説がある）。
なお、この事件の首謀者たちは「日本赤軍」とは名乗っておらず、日本赤軍としての意識もないので、厳密には日本赤軍の起こした事件ではなく、日本赤軍の前史に属する事件ともいえる。

### ドバイ日航機ハイジャック事件
1973年7月20日、丸岡修と4人のPFLPメンバーが、パリ発アムステルダム経由東京行きの日本航空のボーイング747型機をアムステルダム離陸後ハイジャックした。ハイジャック直後に2階のラウンジ付近で手榴弾が爆発し犯人グループ1人が死亡、客室乗務員1人が軽傷を負った。
その後、アラブ首長国連邦のドバイ国際空港、シリアのダマスカス国際空港等を経由し、リビアのベンガジ国際空港へ向かった。乗員乗客141人の解放後機体をベンガジ空港で爆破し、リビア当局に投降した後、リビア政府の庇護のもと逃亡した。

### シンガポール事件
1974年1月31日、和光晴生と山田義昭とPFLPメンバー2人の計4名が、シンガポールのブクム島にあるロイヤル・ダッチ・シェルの石油精製施設を襲撃し、移動用ボート「ラジュー号」を乗っ取り、乗員5人を人質に取り、国外への移送を要求した。しかしシンガポール政府はこの要求を拒否し、膠着状態に陥ったものの、その後2月6日に下記の在クウェート日本大使館占拠事件が起きたことで、日本政府の要請を受けて急遽シンガポールに派遣された日本航空の特別機で、2月8日に4人は武装したままクウェートに向かった。

### 在クウェート日本大使館占拠事件
上記のシンガポール・シージャック事件が膠着状態に陥ったため、これを打開するために日本赤軍とPFLPのメンバー5人がクウェート市内にある在クウェート日本大使館を2月6日に占拠し、大使以下の大使館員ら12人を人質に取り、シンガポール・シージャック事件の犯人の武装したままでの国外逃亡を要求した。これに日本政府とシンガポール政府が応じ、2月8日に日本政府が用意した日本航空の特別機で犯人4人をクウェートに移送した。
さらに同機はクウェートで大使館占拠事件の犯人らを同行し南イエメンのアデンへ向かい、現地で投降した。なお投降した両事件の犯人グループは、その後南イエメン政府の黙認の元逃亡した。

### ハーグ事件
1974年9月13日、奥平純三、和光晴生、西川純の3人が、拘束されたメンバーの釈放を目的にオランダのハーグにあるフランス大使館を占拠した。フランス政府は超法規的措置として逮捕していたメンバーを釈放した。

### クアラルンプール事件
1975年8月4日、拘束されているメンバー及び、仲間に引き入れようと目をつけた新左翼活動家の釈放を目的に、マレーシアの首都クアラルンプールにある、アメリカとスウェーデンの大使館を占拠し、アメリカの総領事らを人質に取った。日本政府（首相：三木武夫）は要求に応じ、超法規的措置として日本赤軍への参加を拒否した2人を除く5人を釈放した。

### ダッカ日航機ハイジャック事件
1977年9月28日に、インドのボンベイ国際空港を離陸直後の日本航空のダグラスDC-8型機をハイジャックし、バングラデシュのダッカ国際空港に強制着陸させた。福田赳夫首相は要求（クアラルンプール事件と同じような内容）に応じ、「超法規的措置」として拘束中のメンバーら6人（日本赤軍・奥平純三、東アジア反日武装戦線・大道寺あや子と浴田由紀子、赤軍派・城崎勉、獄中組合・泉水博と仁平映）を解放し、600万ドルの身代金を支払った。
釈放されたメンバーはダッカ国際空港で日本赤軍と合流し、シリアのダマスカス空港で給油した後、アルジェリアのダニエル空港で人質を解放した。日本政府がSATを設置する要因となった事件。

### ジャカルタ事件
1986年5月14日に、ジャカルタのアメリカ大使館にロケット弾が発射された。その後の現場検証で発射元のホテルの部屋から城崎勉の指紋を採取したため、日米捜査当局は日本赤軍の犯行と断定された。

### 三井物産マニラ支店長誘拐事件
1986年11月15日午後3時頃、三井物産マニラ支店長である若王子信行が、ゴルフ帰りにフィリピン共産党の軍事組織、新人民軍（NPA）のメンバー5人に誘拐された。1987年1月16日、三井物産本社や報道各社に脅迫状や写真、テープが届いた。写真は、誘拐された支店長が虐待を受けているように見え、テープには弱々しい声が吹き込まれていた。
その後、数回脅迫状が届き、同年3月31日の夜にケソン内の教会脇で解放された。解放された被害者に怪我はなく、写真やテープは犯人の偽装であることが解った。このことから、この事件は身代金目的の誘拐事件と見られている（NPA中央の声明によると、末端のメンバーが勝手に行ったことで、人質と引き換えに1000万ドルの身代金が支払われたとのこと）。
1991年に逮捕された犯人達は、「日本赤軍の協力があった」旨の供述をしている。（主にフィリピン国外で行われたとみられる身代金の受け取りに協力したと考えられている）。

### ローマ事件
1987年6月9日。ベネチア・サミット開催中、ローマのアメリカとイギリス大使館にロケット弾が発射された他、カナダ大使館で車が爆破され、「反帝国主義国際旅団」名で声明が出される。レンタカーから奥平純三の指紋が検出され、イタリア公安当局から奥平純三の犯行と断定された。

### ナポリ事件
1988年4月14日、イタリア・ナポリの米国慰問協会のナイトクラブ前に駐車していた車が爆破され、民間人とアメリカ空軍兵士ら5人が死亡した（en:1988 Naples bombing参照）。日本赤軍自身はこの事件の犯行を否定している。

## 被疑者・犯人
| 人物       | テ ル ア ビ ブ 空 港 乱 射 事 件 | ド バ イ 日 航 機 ハ イ ジ ャ ッ ク 事 件 | ハ ｜ グ 事 件 | ク ア ラ ル ン プ ｜ ル 事 件 | ダ ッ カ 日 航 機 ハ イ ジ ャ ッ ク 事 件 | ジ ャ カ ル タ 事 件 | 判決                   |
| ---------- | -------------------------------- | ----------------------------------------- | -------------- | ----------------------------- | ----------------------------------------- | -------------------- | ---------------------- |
| 重信房子   |                                  |                                           | ○              |                               |                                           |                      | 懲役20年               |
| 奥平剛士   | ○                                |                                           |                |                               |                                           |                      | 死亡                   |
| 丸岡修     |                                  | ○                                         |                | ○                             | ○                                         |                      | 無期懲役（死亡）       |
| 和光晴生   |                                  |                                           | ○              | ○                             | ○                                         |                      | 無期懲役（死亡）       |
| 奥平純三   |                                  |                                           | ○              | ○                             |                                           |                      | 国外逃亡（国際手配）中 |
| 安田安之   | ○                                |                                           |                |                               |                                           |                      | 死亡                   |
| 岡本公三   | ○                                |                                           |                |                               |                                           |                      | 国外逃亡（国際手配）中 |
| 西川純     |                                  |                                           | ○              |                               | ○                                         |                      | 無期懲役               |
| 日高敏彦   |                                  |                                           |                | ○                             |                                           |                      | 自殺                   |
| 坂東國男   |                                  |                                           |                |                               | ○                                         |                      | 国外逃亡（国際手配）中 |
| 佐々木規夫 |                                  |                                           |                |                               | ○                                         |                      | 国外逃亡（国際手配）中 |
| 城崎勉     |                                  |                                           |                |                               |                                           | ○                    | 懲役12年               |